# Remus Kofler
Remus Kofler  (în unele documente scris Koffler) (n. 1902, București – d. 17 aprilie 1954, Jilava, Ilfov), a fost un activist politic comunist român, evreu de origine, care a fost acuzat, condamnat la moarte și executat în procesul ”lotului Lucrețiu Pătrășcanu”, în aprilie 1954.

## Biografie
Kofler era fiu de negustori, care l-au trimis să studieze chimia la Berlin. Acolo a cunoscut scrierile la modă, care tratau marxismul și psihanaliza. În 1931 a fost trimis de Comintern la o „școală de instructori” și a avut apoi atribuții de curier. Din fondurile care i-au fost încredințate, după propriile sale declarații, și-a însușit ilicit o parte.
Kofler era asistentul lui Ștefan Foriș, care a fost ales în 1940 secretar general al Partidului Comunist Român. El a fost cel care l-a racolat pe Gheorghe Gheorghiu Dej și l-a inițiat în ideologia comunismului, în închisoarea Doftana. În 1944 Ștefan Foriș și Remus Kofler au fost înlăturați din conducerea PCR, iar în 1948 a fost înlăturat și Lucrețiu Pătrășcanu.
Remus Kofler a fost acuzat - în procesul împotriva lui Lucrețiu Pătrășcanu - de crime împotriva păcii, cooperare cu poliția „burghezo-moșierească fascistă” , cu serviciul secret britanic și de sprijinirea lui Ion Antonescu în războiul împotriva Uniunii Sovietice. Acuzația principală împotriva lui Pătrășcanu a fost că ar fi condus un grup de trădători și spioni, împreună cu Ștefan Foriș și Remus Kofler. La procesul lui Kofler și al lui Lucrețiu Pătrășcanu, din aprilie 1954, Kofler, Pătrășcanu și Foriș au mai fost acuzați că ar fi menținut în funcții importante din PCR informatori cunoscuți ai poliției regimului anterior, indivizi care ar fi divulgat Siguranței Statului mare parte din activitatea acestuia.
Deși Kofler era bolnav psihic, fiind diagnosticat cu schizofrenie avansată, și venise din spital cu diagnosticul de infarct miocardic, a fost totuși torturat de ofițerul anchetator Teodor Micle, care a smuls, începând de la urechi, mai bine de o treime din părul cărunt al lui Kofler. În timpul pregătirii procesului, Kofler a fost constrâns să scrie câteva autocaracterizări grotesc de masochiste, în care recunoștea că ar fi fost maniac sexual, asasin și trădător. Ulterior, în timpul dezbaterilor din proces, a retractat toate declarațiile făcute în cursul anchetei și nu a recunoscut niciunul dintre capetele de acuzare formulate de procuror.
Altă acuzație împotriva lui Kofler a fost cea de înaltă trădare prin furnizarea de informații spionajului britanic și american. În cadrul procesului împotriva așa-zisului „lot Pătrășcanu”, martore ale acuzării contra lui Remus Kofler au fost Ana Toma și Ilka Melinescu, care l-au acuzat pe fostul șef al serviciului financiar al partidului de legături cu poliția secretă a lui Antonescu (Siguranța Statului). De fapt, din cauza neatenției lui Constantin Pârvulescu, în 1943 se produsese o neglijență în manevrarea actelor ilegaliștilor. Greșeala a fost pusă în seama lui Remus Kofler, iar acesta a plătit cu viața.
Lucrețiu Pătrășcanu și Remus Kofler au fost condamnați la moarte și au refuzat să depună cerere de grațiere. Au fost făcute cereri de grațiere din oficiu, care au fost respinse. Au fost executați la zece zile de la pronunțarea sentinței, în noaptea de 16 spre 17 aprilie 1954 în închisoarea Jilava.
Spre deosebire de Foriș și Pătrășcanu, Kofler nu rivalizase cu Dej pentru conducerea PCR, însă era un martor extrem de incomod, deoarece, în calitatea lui de șef al Comisiei Financiare Centrale a PCR (1937-1944), știa de unde proveneau banii partidului, cum și de cine fuseseră cheltuiți. Pe listele lui se aflau nu numai numele lui Foriș, ci și ale lui Dej și ale apropiaților acestuia.
Kofler nu a fost reabilitat niciodată, spre deosebire de Foriș și Pătrășcanu, pe care Nicolae Ceaușescu i-a reabilitat în 1968.